# Erythmelus mirus
Erythmelus mirus är en stekelart som beskrevs av Girault 1938. Erythmelus mirus ingår i släktet Erythmelus och familjen dvärgsteklar. Inga underarter finns listade i Catalogue of Life.